# Gundling (Familie)

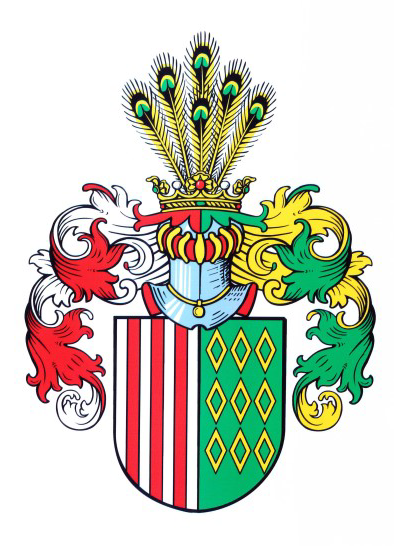
Stammwappen Gundling

Die Familie Gundling (Plural: Gundlinge) ist ein deutsches Geschlecht. Es gibt in Deutschland nach derzeitiger Forschung lediglich eine Familie mit diesem Familiennamen. Die Familie war zunächst protestantisch. Die Linien, die sich im heutigen Norden von Baden-Württemberg niederließen, konvertierten zum römisch-katholischen Glauben. Aus ihnen entsprangen auch die Linien in Prag und Krakau.

## Herkunft

Wappen de Glymes van Berghes mit Ähnlichkeit zum Stammwappen Gundling

Die Familie geht auf einen Balthasar genannt Gundling zurück. Balthasar Gundling soll selbst am Reformationsgeschehen teilgehabt haben. Sein Sohn Jörg Gundling erhielt am 17. Juli 1531 in Nürnberg das Bürgerrecht. Zur Abstammung des Balthasar genannt Gundling gibt es verschiedene Theorien, die darin übereinstimmen, dass die Familie adeliger Herkunft sei und aus dem Herzogtum Brabant stammen soll (vor allem Haus Glymes). Erste Hinweise zur Abstammung sind 1731 bei Aletop Hilo, 1733 bei Jean-Pierre Nicéron und 1756 bei Andreas Würfel und Carl Christian Hirsch belegt, 1772 bei Johann Christoph von Dreyhaupt sowie 1795 bei Anton Balthasar König.

## Familiennamen und Namensvarianten
Laut familiärer Tradition soll Gundling von „Gunstling“ beziehungsweise „Günstling“ abgeleitet, und deshalb der Nenn-Name des Balthasar sein, der in der Gunst des Kaisers Maximilian I. gestanden haben soll. Diese Theorie wird auch von Andreas Würfel vertreten. Sie ist die früheste schriftlich erwähnte Theorie. Roman von Procházka deutet den Namen Gundling als eine matronische Bezeichnung des Sohnes einer Kunigunde oder Adelgunde (kurz: Gundel). Hans Bahlow dagegen leitet den Namen vom germanischen gund (Kampf) ab. Diese Herleitung wird auch von Theo Konrad Gundling vertreten, der Gundling von gundo (Kämpfer) ableitet.
Zu den Namensvarianten von Gundling gehört, neben den geadelten Linien, Gundel oder Gundl, welche vor allem im Raum Hohenlohe-Taubertal (Tauberfranken) als Kurzform des Namens auftrat. Ebenfalls in dieser Region war die umgangssprachliche Variante Grafe(n) Gundling verbreitet, mit der Legende verbunden, dass die Gundlinge ihre Herrschaft durch einen Krieg verloren hätten. Tatsächlich resultierte die Variante vermutlich aus der häufigen Stellung von Mitgliedern der Familie als Centgrafen in der Region. Indes gab es einen Burggrafen Philipp Gundling (1636–1691) zu Lichtel-Finsterlohr (heute Ortsteile von Creglingen).

## Wappen

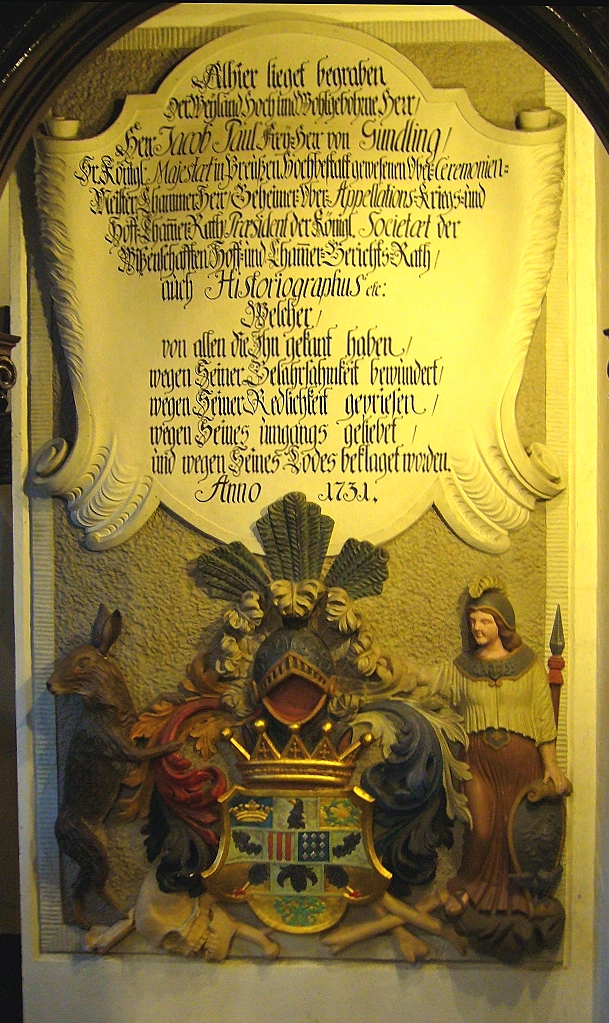
Epitaphium (Bornstedter Friedhofskirche) mit freiherrlichem Wappen Gundling

Das Stammwappen der Gundlinge wird wie folgt blasoniert: Silbern-grün gespalten, rechts drei rote Pfähle, links neun (3:3:3) goldenen Fensterrauten, auf dem gekrönten Helm mit rechts rot-silbernen, links grün-goldenen Decken ein Pfauenfedernstoß von 6 Federn. Im Freiherrenstandsdiplom werden die Rauten nicht durchbrochen und auf blauem Grund angegeben.
Mit der Nobilitierung 1724 wurde Jacob Paul von Gundling folgendes gebessertes Wappen verliehen: Über einem grünem Schildfuß dreimal geteilt, die erste und dritte Reihe sind zweimal, die zweite Reihe dreimal gespalten, Feld 1: in Blau eine goldene Laubkrone, Feld 2: in Silber ein golden bewehrter schwarzer Adlerrumpf, Feld 3: in Gold ein grüner Laubkranz, Felder 2 und 7: in Silber jeweils ein mit den Saxen einwärts gekehrter schwarzer Flügel, Feld 5: in Silber drei rote Pfähle, Feld 6: in Blau 9 (3:3:3) goldene Rauten, Felder 8 und 10: in Gold eine jeweils zum Schildrand gerichtete, golden bewehrte rote Adlerklaue, Feld 9: in Silber der Schwanz eines schwarzen Adlers an den oberen Feldrand anschließend. Oberwappen: Zu rechts golden-rot-silbern-schwarzen und links silbern-blau-schwarz-golden-grünen Decken auf dem gekrönten Helm drei silberne Straußenfedern, von denen jede oben einen naturfarbenen Pfauenfederbusch zu je fünf Federn trägt. Als Schildhalter dient auf der linken Seite eine Pallas Athene mit dem Gorgoneion auf Aigis und Schild und mit der Eule.
Im Siebmacher ist zudem eine dritte, bürgerliche Wappenvariation für Nicolaus Hieronymus Gundling überliefert. Es stellt hauptsächlich die rechte Wappenhälfte des Stammwappens dar und wird wie folgt blasoniert: In Silber drei rote Pfähle, auf dem gekrönten Helm mit rot-silbernen Decken drei Straußenfedern, eine silberne zwischen zwei roten. Diese im Siebmacher überlieferte Wappenvariation beruht wahrscheinlich auf einem Übertragungsfehler, der aus einer missverständlichen Formulierung des Freiherrenstandsdiploms für Jacob Paul von Gundling resultiert. Es gibt keine belastbaren Anhaltspunkte, dass diese Wappenvariation tatsächlich geführt wurde.

## Bekannte Mitglieder und Linien

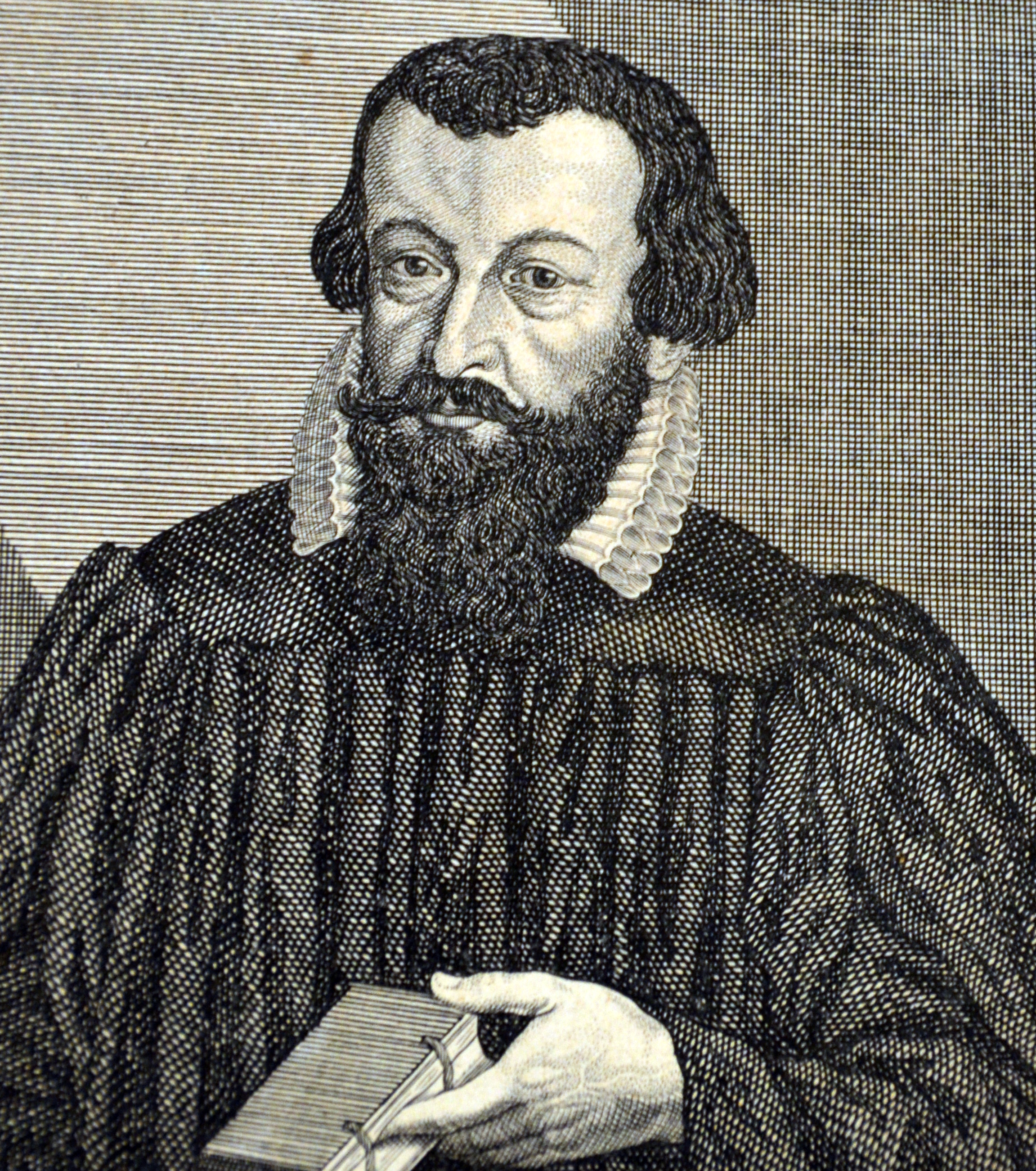
Franciscus Gundling

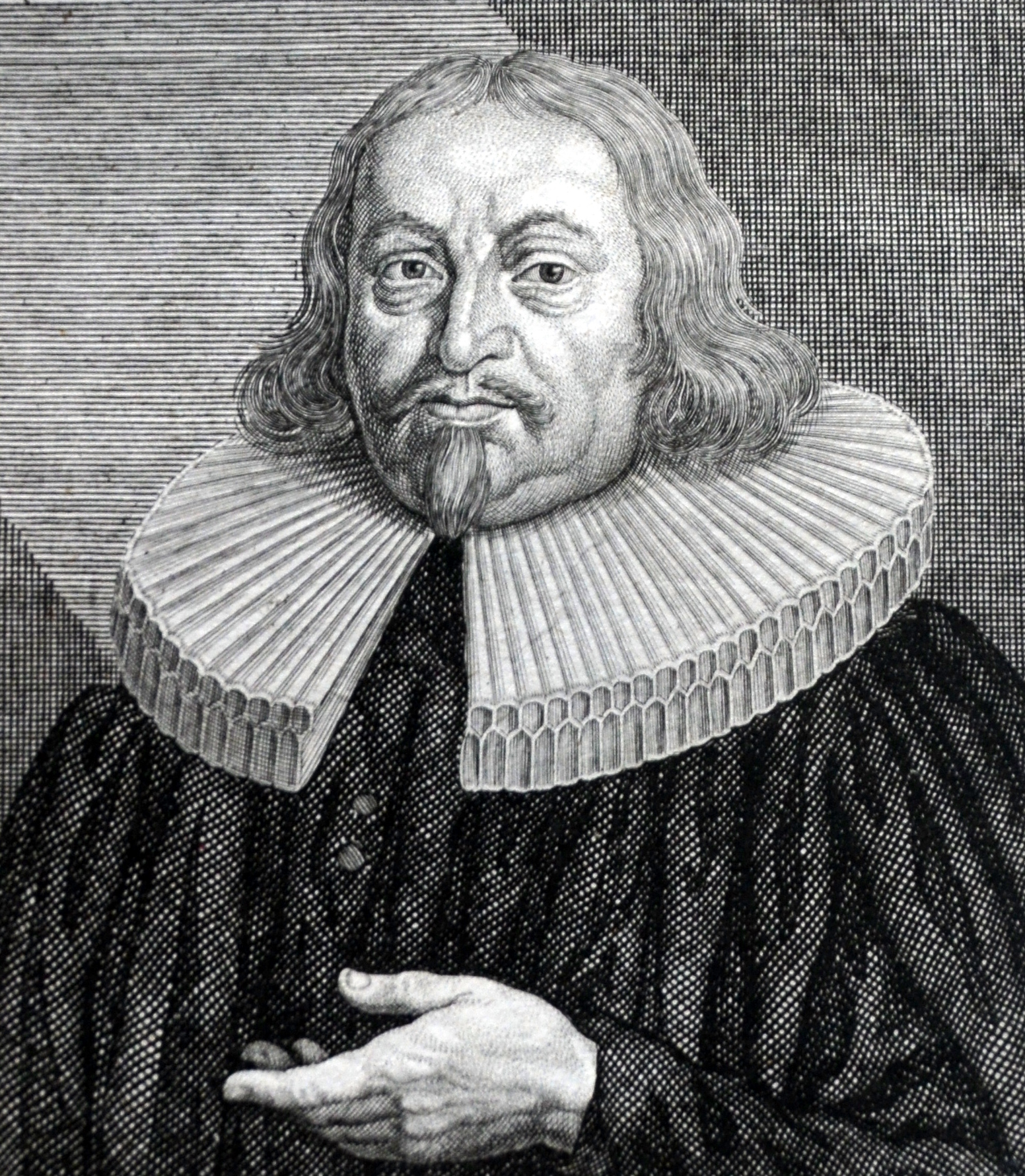
Wolfgang Gundling

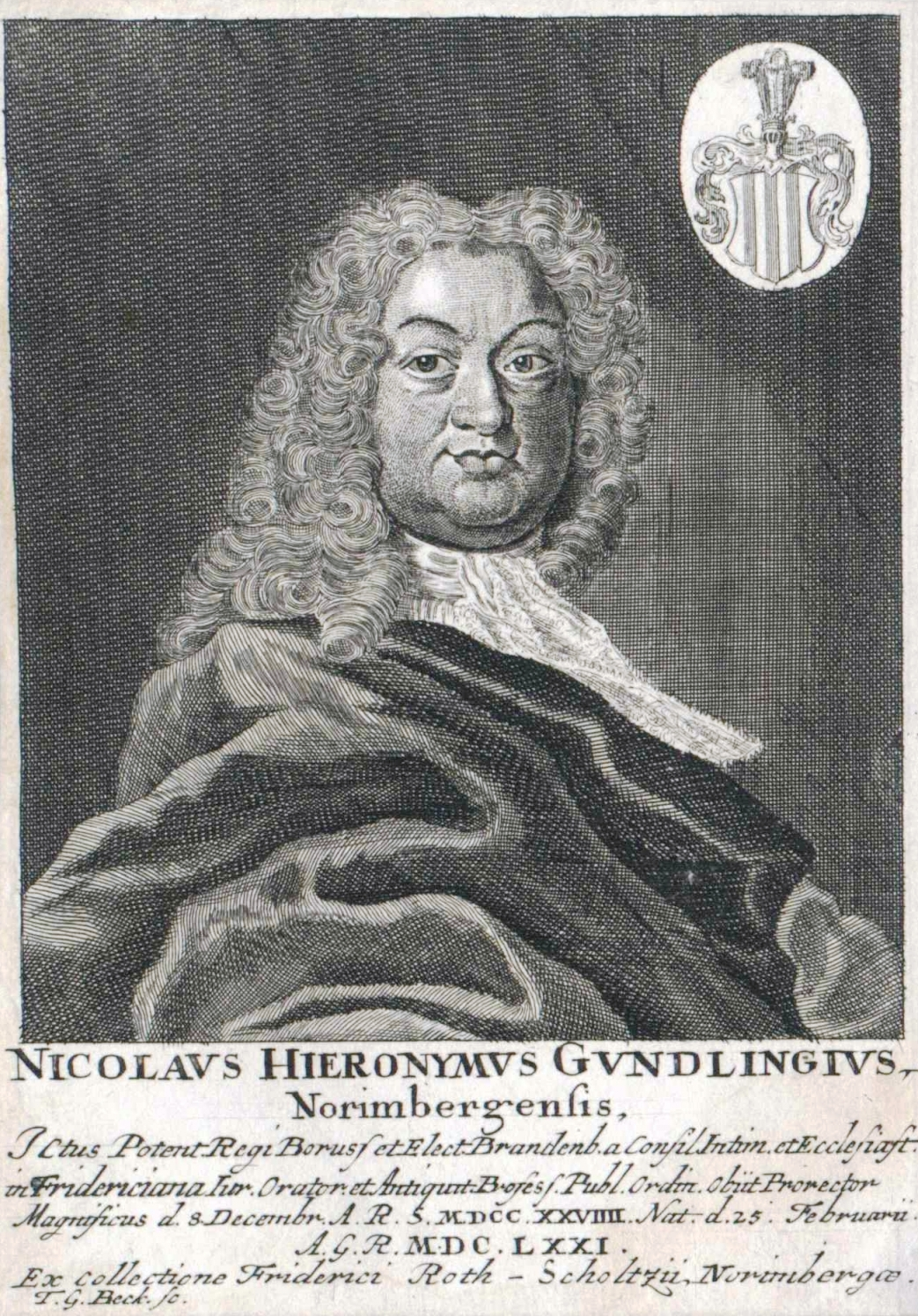
Nicolaus Hieronymus Gundlingius mit dem kleinen Stammwappen

Eduard Gundling

1. Georg genannt Jörg Gundling (um 1495–vor 1562), Stammvater der Fränkischen Linie[13]
  1. Franciscus Gundling (um 1530–1567), protestantischer Prediger bei St. Lorenz in Nürnberg und Weggefährte von Andreas Osiander[14]
    1. Johann genannt Hanz Gundling (1566–vor 1628), Sattler- und Gürtlermeister in Nürnberg[15]
      1. Theodorus Gundteling (Theodor Gundling; 1591–nach 1639), Schulmeister zu Laudenbach, konvertierte zum römisch-katholischen Glauben.[16]
        1. Johannes Gundteling (1613–1681), Gemeinderichter von Markelsheim, Rat, deutschherrischer Kellermeister und Küfer (Stammvater der sogenannten Markelsheimer Linie)[17]
          1. Johann Leonhard Gundling (* 1641), Taubermüller
            1. Johann Georg Gundling (1664–1729), Gemeinderichter von Markelsheim, Rat und Taubermüller
              1. Johann Nikolaus Gundling (1692–1762), Gemeinderichter von Markelsheim, vorstehender Rat und Taubermüller

            2. Johann Paulus Gundling (1673–1743), deutschherrischer Kellermeister, Rat und Küfer
              1. Johannes Wendelinus Gundling (1710–1783), deutschherrischer Kellermeister, Gemeinderichter und Küfer

      2. Hans der Jüngere Gundling (1596–1676), Sattler- und Gürtlermeister[18]
        1. Philipp Gundling (1636–1691), Burggraf zu Lichtel-Finsterlohr
          1. Johann Wilhelm Gundling (1685–1738), deutschherrischer Centgraf und Rentmeister
            1. Johann Jonas Gundling (1724–1792), Oberforstmeister (Stammvater der sogenannten Böhmischen/Prager Linie)
              1. Anton Gundling (1786–1864), Jurist und Eisenhandelsherr in Prag
                1. Eduard Gundling (1819–1905), Rechtswissenschaftler in Prag
                  1. Antonia Ludmilla Gundling (1861–1945), Wohltäterin und Präsidentin des Deutschen Künstlerinnenklubs in Prag ⚭ Rudolph Freiherr von Procházka (1864–1936)
                    1. Roman Freiherr von Procházka (1900–1990), Jurist und Genealoge

                2. Julius Gundling (1828–1890), Schriftsteller und Journalist
                  1. Katharina Gundling (* 1853), studierte an der Universität Zürich Philosophie, einer der ersten studierten Frauen in Prag[19]

              2. Franz Josef Gundling (1791–1863; polnisch Gündling ausgesprochen), Verleger in Krakau
                1. Emilie Gundling (1829/1830–1882) ⚭ Rudolf Freiherr von Roßbacher (1806–1886), österreichischer Feldzeugmeister und stellvertretender Kriegsminister[20]
                  1. Heinrich Freiherr von Roßbacher, österreichischer Offizier

      3. Konrad Gundling (um 1598–1675), Sattler in Nürnberg (Stammvater der jüngeren Nürnberger Linie der Fränkischen Linie)[21]
        1. Wolfgang Gundling (1637–1689), Prediger, Diakon, Kapitelsdekan und protestantischer Schriftsteller in Nürnberg ⚭ 1668 Helena, die Tochter des Dichters Johannes Vogel[22]
          1. Johann Jakob (von) Gundling (um 1666–1712), Künstler in Nürnberg[23]
          2. Nicolaus Hieronymus Gundling (1671–1729), Universalgelehrter, Professor des Naturrechts und der Philosophie in Halle/Saale, Mitbegründer der Lehre des Geistigen Eigentums
            1. Johann Andreas von Gundling (* 1715), Freikorporal, war in diplomatische Auseinandersetzungen zwischen Preußen und Stollberg verwickelt (Gundling-Happach-Fall).[24]

          3. Jacob Paul Freiherr von Gundling (1673–1731), Gelehrter und Hofnarr in Berlin, Präsident der Preußischen Akademie der Wissenschaften

### Weitere bekannte Gundlinge
- Johann Zacharias von Gundling (1745–1794), kurfürstlicher Rent- und Hofkammerrat in Amberg, Inhaber des Stadtrichter-, Maut- und Umgeldamts sowie die Verwaltung der Spitals zu Freystadt[25]
- Beulah Gundling (1916–2003), amerikanische Synchronschwimmerin, Aquatic Artist und Choreografin